# Тупамарос
Тупамарос или Движение за национално освобождение (на испански: Tupamaros, Movimiento de Liberación Nacional или MLN) е ляворадикална уругвайска организация, която първа в света прилага тактиката на градското партизанско движение през 1960-те и 1970-те. Основател и идеен вдъхновител е Раул Сендик. По мнение на полицията, организацията се състои от 50 до 100 души, директно участващи във въоръжените акции и от още 1000 души поддръжници.
Немските организации Тупамарос в Западен Берлин и Мюнхен, както и Тупамарос във Венецуела взимат това име в чест на уругвайската им предшественица. Бившият президент на Уругвай, Хосе Мухика, също е бил член на Тупамарос.
Създаването и дейността на тази организация са предизвикани преди всичко от победата на Кубинската революция през 1959 година. Името на организацията идва от името на латиноамериканския революционер Тупак Амару II, инка, който организира съпротивата на местното население против исканските колонизатори.